# キーウィ (鳥)
キーウィは、後述するキーウィ目に分類されるApteryx australisに対して用いられる種和名、もしくは鳥綱キーウィ目（Apterygiformes）に分類される構成種の総称である。この記事では後者について解説を行う。
DNA配列比較から、キーウィは同じくニュージーランドに隔離されていたモアよりもマダガスカル島にいたエピオルニス（どちらも絶滅分類群）とはるかに近縁であるという驚くべき結論が得られている。全ての種は歴史上の森林破壊の悪影響を受けてきたが、現在キーウィの森林生息地の残っている広大な土地は保護地と国立公園としてよく保護されている。現在のところ、キーウィの生存に対する最大の脅威は侵入したほ乳類捕食者による捕食である。
キーウィの卵は世界の鳥類の中で、体の大きさに対する割合では最も大きなものの一つである（雌の体重の最大20%）.。毛のような羽根や短くどっしりとした脚、餌を見つける際に目で見るよりも先に長いくちばしの先端にある鼻孔を使う、といったその他の特有の適応から、キーウィは国際的によく知られるようになっている。
キーウィは非公式ながらNational symbols of New Zealandとしても知られており、その結び付きは、「キーウィ」という用語がニュージーランド住民に対する砕けた呼称として国際的に使われるほど強い（「キーウィ (人)」参照）。

## 分布
ニュージーランド

## 形態
飛翔するための胸筋が付着するための突起（竜骨突起）がない。尾羽がない。
嗅覚は発達する。嘴基部から生えた剛毛による触覚も発達している。

## 分類
キーウィ属のみでキーウィ科を作る単型。Clements Checklistでは2019年の時点 (v2019) およびIOC World Bird Listでは2021年の時点 (v11.1) では、キーウィ目を構成する説を採用している。一方でBirdlife Internatinalでは2017年の時点でキーウィ科をダチョウ目に含める説を採用している。
以前はキーウィ（タテジマキーウィ）Apteryx australis・オオマダラキーウィ・コマダラキーウィの3種で構成されていた。A. australisの亜種のうち、亜種キタタテジマキーウィA. a. mantelliを独立種キタキーウィA. mantelliとして分割する説が有力とされる。2003年にオカリトキーウィApteryx rowiが新種記載された。
以下の分類・英名は、IOC World Bird List (v11.1) に従う。和名は山崎・亀谷 (2022) に従う。
- Apteryx australis キーウィ Southern brown kiwi
- Apteryx haastii オオマダラキーウィ Great spotted kiwi
- Apteryx mantelli キタキーウィ North Island brown kiwi
- Apteryx owenii コマダラキーウィ Little spotted kiwi
- Apteryx rowi オカリトキーウィ Okarito kiwi

## 生態
森林や藪地などに生息する。夜行性だが、スチュワート島（Apteryx australisの亜種）では昼間でも活動する。ペア間で鳴き声を交し合い縄張りを維持するが、嗅覚も互いの状況を確認するために役立っていると考えられている。名前はマオリ族の呼称で、鳴き声に由来する。
昆虫の幼虫やクモ、多足類、ミミズ、果実などを食べる。地面や倒木などに、嘴を差し込んだりつついたりして食物を探す。
繁殖様式は卵生。体重の4分の1ほどの卵を産む。オスが抱卵するが、卵の上端しか暖めることができず、卵の上下で温度差が10℃近くになる。雛は孵化してから数日で巣の外を歩き回るようになり、自力で食物を探し始める。

## 人間との関係
マオリ族の間では食用とされたり、羽毛が外套の原料として利用された。
農地開発や放牧による生息地の破壊、食用の狩猟、イヌやネコ・オコジョなどの人為的に移入された動物による捕食などにより生息数が減少した。

日本では、1970年に大阪万博の開催を記念してニュージーランド政府から、大阪の大阪市天王寺動物園にキーウィの2羽（ニュージー♂、ランド♀）が寄贈された。1970年10月22日に「ランド♀」1羽が死亡。1982年7月に「ロンロン♂、ジュン♂、ダイ♀」の3羽が寄贈された。1985年2月10日に「ダイ♀」1羽が死亡。1988年7月19日に「キオト♀」1羽が寄贈された。（なきごえ1991年7月号で突如キオトは♂だと書かれるようになった。それまではずっとキオトは♀だと書かれていた。）1991年7月16日に「プクヌイ♀」1羽が寄贈された。1993年4月10日に「ニュージー♂」22歳9ヶ月が老衰のため死亡。2002年8月16日に「キオト♂」1羽が化膿性肺気嚢炎で死亡。2024年7月5日に同園の「ジュン♂」1羽が42歳で死亡し、翌月2024年8月5日に「プクヌイ♀」1羽が35歳で死亡した。「プクヌイ♀」が日本で飼育されている最後の1羽だった。

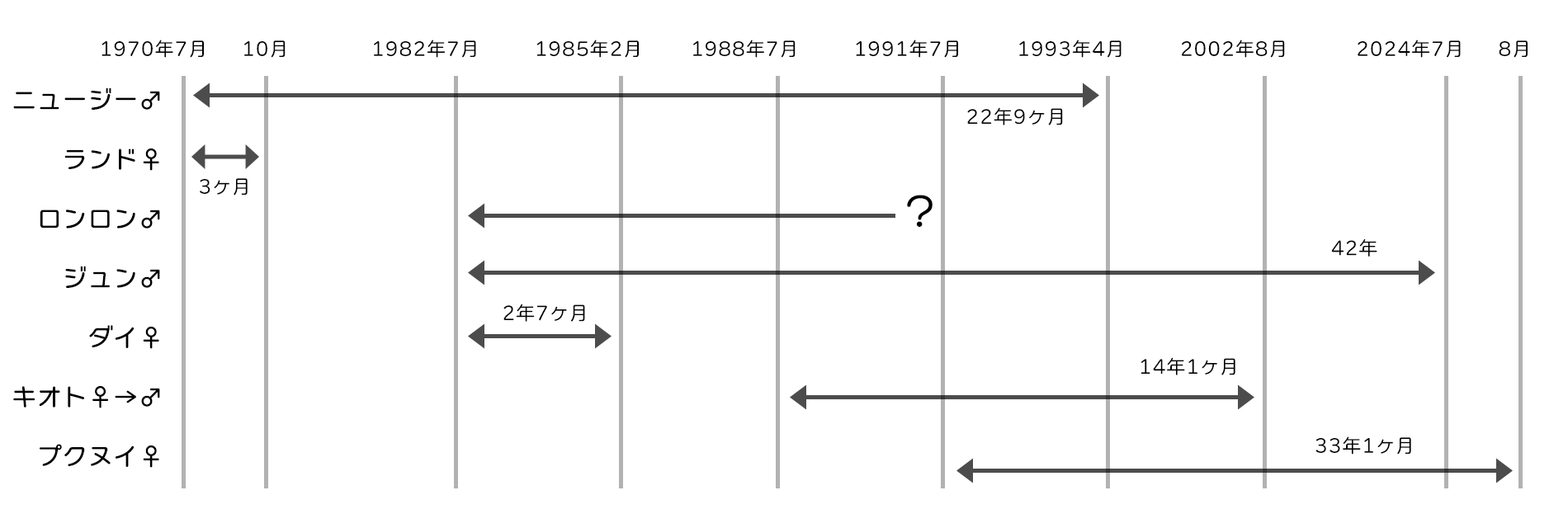
日本国内で唯一、キーウィを飼育されていた天王寺動物園での、キーウィの寄贈時期と死亡時期年表。時期の参照は天王寺動物園が毎月発行されている「なきごえ」から。

「キウイフルーツ」の名前は、ニュージーランドから輸出されるようになった際、販売戦略上不利な扱いをうけないために、ニュージーランドのシンボルであるキーウィにちなみ1959年に命名された。（詳細は当該記事を参照）。

## ニュージーランドのシンボル
キーウィはニュージーランドの国を象徴する鳥（国鳥）。また、キーウィは、ニュージーランドのシンボルとして19世紀後半に連隊バッジに初めて登場した。その後、1886年にサウスカンタベリー大隊のバッジ、1887年にヘイスティングスライフルボランティアのバッジに登場し、多くの軍事バッジにキウイが登場した。 1906年に生まれた靴のケア用品「キィウイ」がイギリスとアメリカで広く販売されるようになり、ニュージーランドのシンボルとして知られるようになった。
第一次世界大戦中、ニュージーランドの兵士を一般的に「Kiwi」と呼ぶようになり、巨大なキーウィのヒルフィギュアが、イギリスのスリングキャンプの上の丘に描かれた（現在ではブルフォードキウイとして知られている）。現在、ニュージーランド人は「Kiwi」と呼ばれ、ニュージーランド人自身も「Kiwi」を自称する。
キーウィはニュージーランドの最も有名な国民的シンボルになり、ニュージーランドの多くの都市、クラブ、組織の紋章やバッジに使われている。 ニュージーランド空軍、ニュージーランドラグビーリーグのロゴに使われており、ラグビーリーグニュージーランド代表は「Kiwis（キウイズ）」という愛称で知られる。
ニュージーランド・ドル（NZD）の1ドル硬貨の裏にはキーウィがデザインされており、外国為替市場などでNZDはしばしば「Kiwi」と呼ばれる。キーウィはオスが巣作りや子育てをすることから、献身的に家事や子育てをする父親を「Kiwi husband（キーウィの旦那）」と呼ぶ。
ニュージーランド航空は2017年より、オリジナルキャラクターとしてキーウィの「ピート」（声：サム・ニール）を、同社のキャンペーン動画に起用している。
カンタベリー・オブ・ニュージーランド (Canterbury NZ)のロゴは、彩色した円をキーウィの形で抜き、"C" 型に残したものを3つ並べた意匠である（CCC; Canterbury Clothing Company）。
2015年のニュージーランド国旗変更国民投票の新国旗案公募では、目からレーザー光線を発射しているキーウィのデザインが話題を呼んだ（レーザーキーウィの旗）。

## その他
- タイトーが1988年に発売したビデオゲーム『ニュージーランドストーリー』は、主人公がキーウィの「ティキ」となっている。
- 2020年ごろよりTwitter上で人気を集めている「きう山氏」のキャラクターの「ゆるいキーウィ」はこの鳥がモチーフとなっている。

## 写真

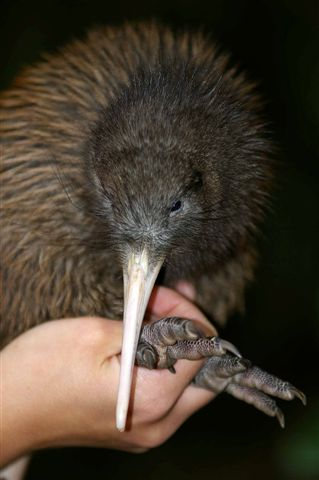
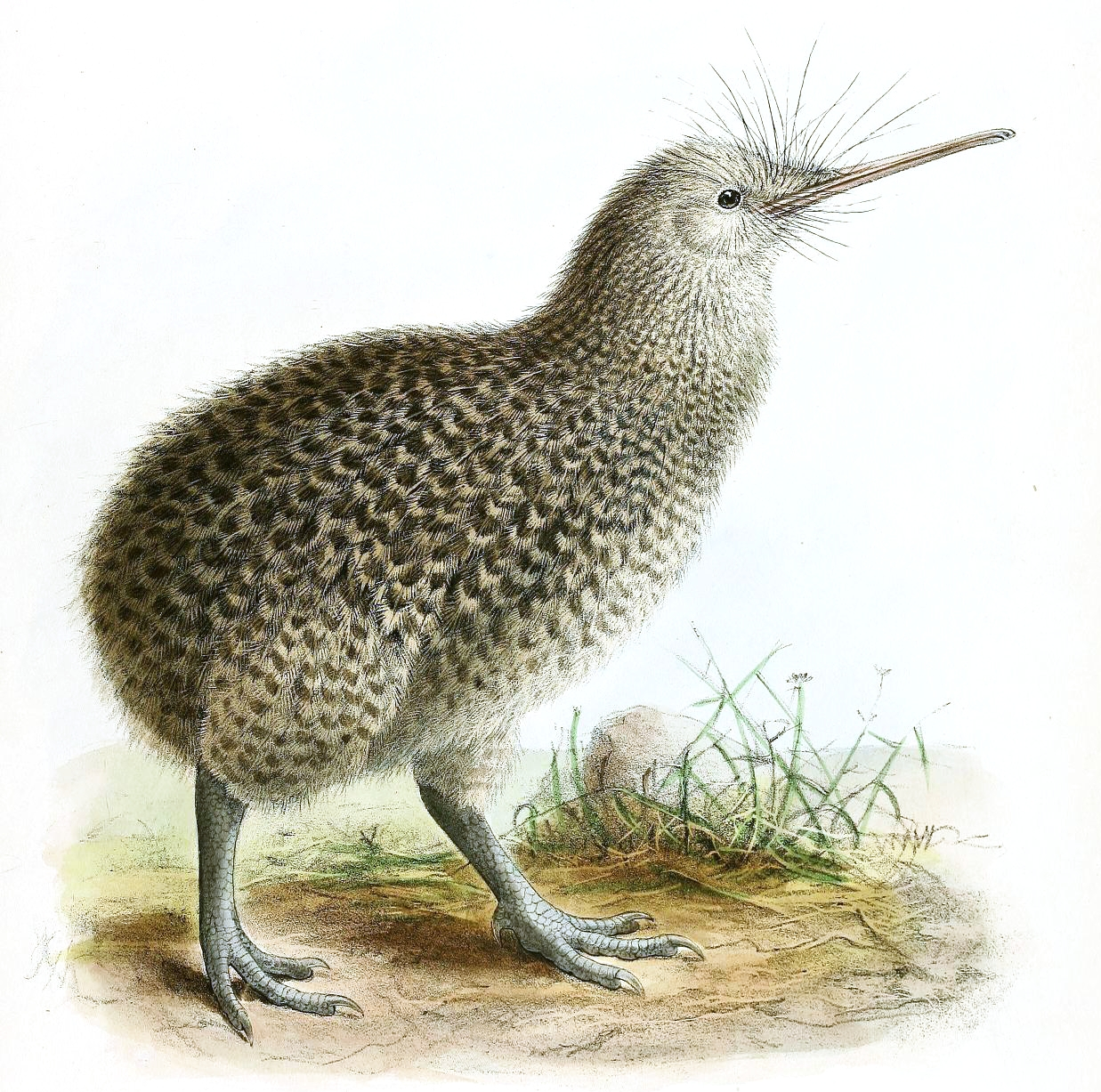
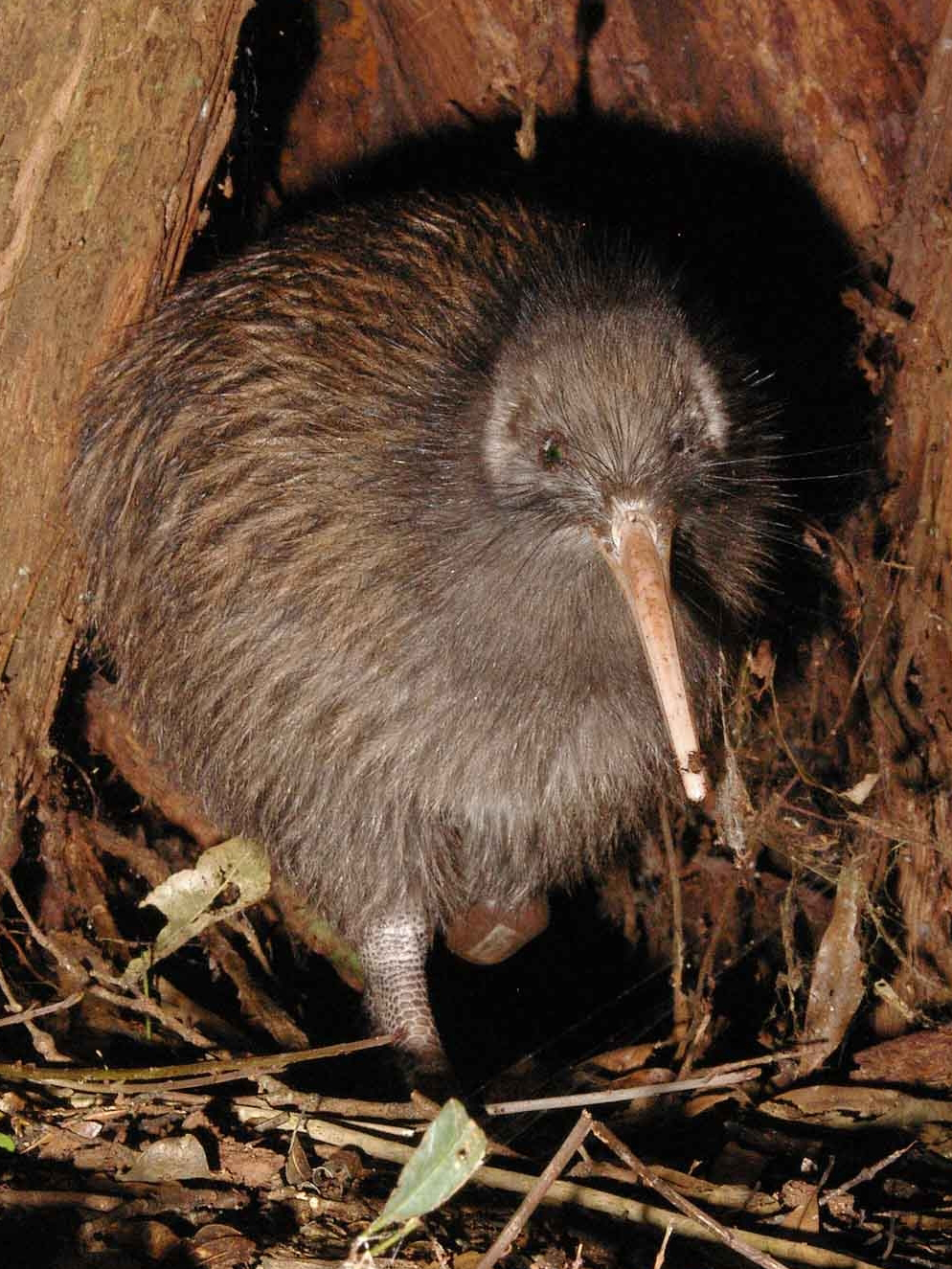
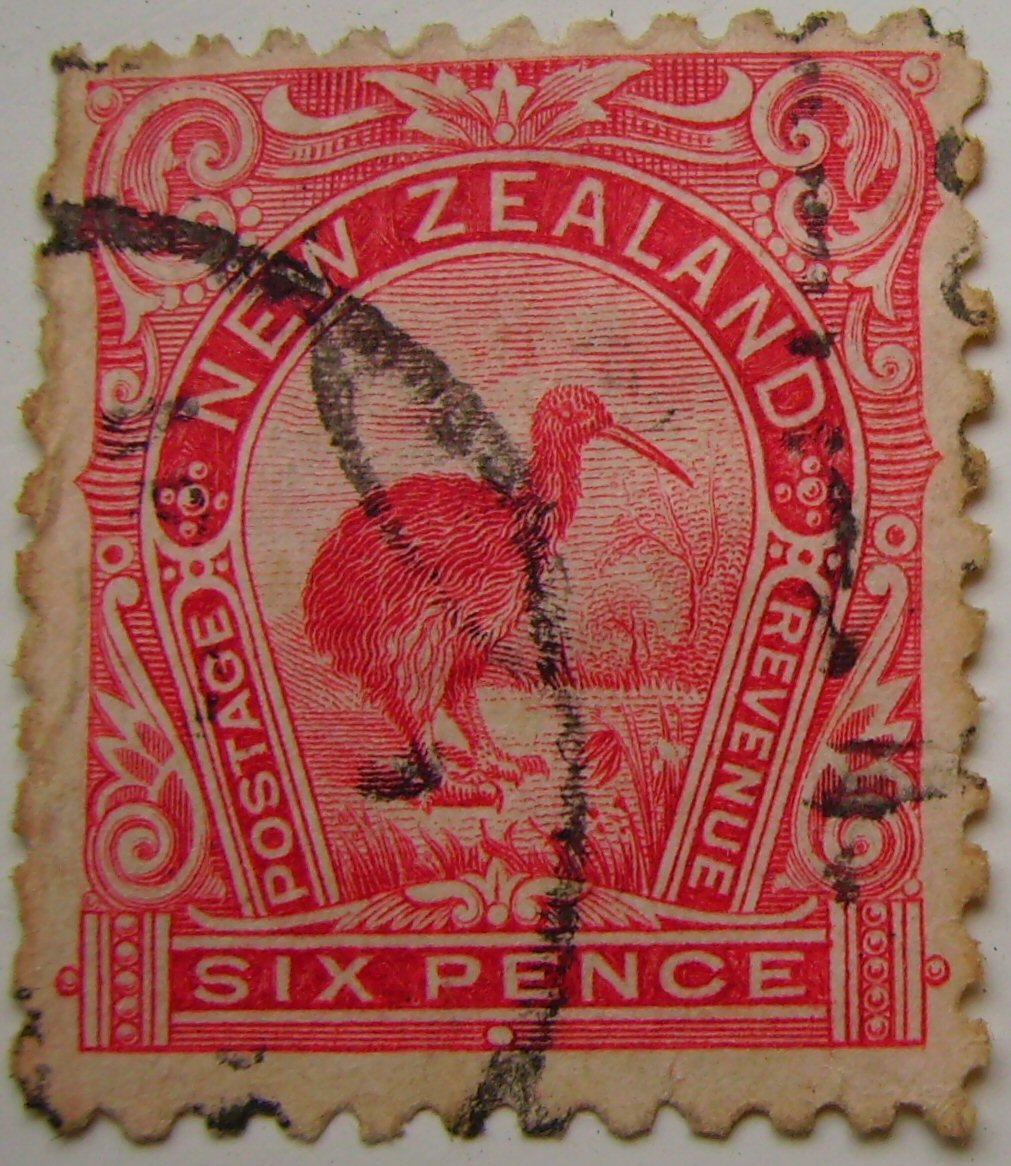
ニュージーランドの国籍マーク